# Поль Бельмондо (скульптор)
Поль Бельмондо (фр. Paul Belmondo; 8 серпня 1898, Французький Алжир — 1 січня 1982, Іврі-сюр-Сен, Франція) — французький скульптор, професор Вищої національної школи витончених мистецтв. Учасник Першої світової війни. Батько актора Жана-Поля Бельмондо.

## Біографія
Народився 8 серпня 1898 року в місті Алжир, в небагатій родині італійського походження. Батько — Паоло Бельмондо з Борго-Сан-Дальмаццо (комуна в провінції П'ємонт), мати — Роза Черріто родом з Чефалу (комуна в провінції Палермо).
Дитинство і юність Поля пройшла в Африці. Навчався в школі Дордор в Алжирі. У 13 років почав займатися різьбленням і захопився мистецтвом. Вивчав архітектуру в Школі витончених мистецтв в Алжирі. Був мобілізований на фронт Першої світової. У вересні 1918 року Поль Бельмондо отруївся газами в бою за Сен-Мієль і був демобілізований.
Завдяки державному гранту Поль Бельмондо продовжив навчання в Парижі. У столиці Франції студент подружився зі скульпторами Шарлем Деспі і Жаном Буше (теж фронтовиком). У 1926 році Поль виграв Римську премію і Prix Blumenthal.
У 1930 році в Парижі Поль Бельмондо одружився з Сарою-Мадлен Рено-Рішар. У них народилися троє дітей: Ален-Поль (1931), Жан-Поль (1933) і Мюріель (1945).
Під час Другої світової війни співпрацював з нацистським урядом, входив до групи французьких художників-колабораціоністів, які пропагували співпрацю з урядом Віші і з окупаційними німецькими властями. Поль Бельмондо був віце-президентом секції художників. У 1941 році він брав участь в організованій Геббельсом так званої «ознайомчої поїздки», коли французькі художники і скульптори відвідали німецькі культурні об'єкти і художні майстерні.
У 1945 році Поль Бельмондо був засуджений за співпрацю з нацистами; йому протягом року було заборонено продавати свої твори і організовувати виставки.
Після війни призначений професором Вищої національної школи витончених мистецтв в Парижі в 1956 році.